# スズキ・バンディット250
バンディット250（Bandit250）は、かつてスズキが販売していた排気量250ccクラスのオートバイのシリーズ車種。
車名のバンディットとは、英語で「山賊」や「無頼漢」などを意味する。

## 概要
バンディット250は、ネイキッドバイクの新しいシリーズ車種として1989年に発売された。上位機種のバンディット400と一見同様に見紛う車体構成を持ち、鋼管丸パイプを強調したダイヤモンド構造のフレームに4ストローク水冷4気筒エンジンを搭載する。純正仕様でセパレートハンドルタイプとバーハンドルタイプがそれぞれ用意され、ユーザーの好みで選ぶことができるのもセールスポイントであった。セパレートハンドルとの干渉を避けるタンクのえぐりは全車に共通。1995年のフルモデルチェンジを挟み、2000年の生産終了まで通算10年以上発売されるロングセラー車種となった。
400ccモデルとは異なり、バンディット250ではフルモデルチェンジ後の第2世代シリーズのみにVCエンジン搭載車種が存在する。
VCエンジン搭載モデルと非VCエンジン搭載モデルとでは、車体色以外の基本的な車体構成は共通であるものの、VCエンジンはエンジンヘッドカバーが赤色で塗装されているため容易に判別ができる。同様にディスクブレーキのインナーローター（ディスクローターの内側部分）も赤色で塗装されており、金色で塗装された特別仕様のLimited Vを除き、VZまで共通の仕様となっている。
車体バリエーションにある車名と型番の記号「Ｖ」は、可変バルブタイミング機構を持つ「VCエンジン」搭載車種を表す。
VCエンジンは、ロッカーアーム上の中低速用のローカムと高速用のハイカムとを、エンジン回転数に応じて油圧で切り替えるシステムを採用。前期モデルのVCエンジンでは切り替えを吸気・排気双方について行っていたが、後期モデルでは吸気側のみに変更された。このためカムの切り替えに伴う加速フィールは、初期モデルの方がよりアグレッシブな味付けとなっている。切り替え機構の作動音も初期モデルの方が大きい。
第1世代モデル・GJ74A系の特徴として、モノショック式スイングアームがスチール製であり、フレームと同色で塗装されている点が第2世代モデルとの明確な差異となる。
また、ハーフタイプのロケットカウルを装備したクラシカルな「Limited」（型番は「Z」）がラインアップされていた。
リミテッドは、ツートーンのグラフィックカラーとボディ別色のフレーム塗装に専用のホイールカラーを用意するなど、多彩なラインアップの中でも特に凝った仕様であった。マイナーチェンジにより単色塗装のシンプルな仕様に変更された一方で、400ccモデルとは異なり、VCエンジン搭載機種は設定されなかった。
第2世代モデル・GJ77A系の特徴として、先代車種からほぼ全ての外装を変更され、スイングアームなどがアルミ製になっており、従来より10kgほど軽量化された。また、シート下のスペースが設けられたことによりユーザビリティも向上している。VCエンジン搭載機種については可変バルブタイミング機構の仕様が変更された。
シリーズ末期の1997年からは、VCエンジン搭載機種にのみビキニカウル（メーターバイザー）を装備した「VZ」（型番は「VZ」）もラインアップされていた。なお、ハーフカウル仕様のリミテッドは発売されなかった。
同車種のメディア登場例では、かつて同時期にフジテレビ系列で放映されていた『とんねるずのみなさんのおかげです』におけるコーナードラマ『仮面ノリダーV2』の劇用車が挙げられる。主人公の使用するマシン「ノリダーV2サイクロン号」として、番組用にサイドカー仕様のバンディット250が制作された。

## GJ74A系モデル一覧
※以下の一覧における型式の「前期」「中期」「後期」は、マイナーチェンジによる仕様の変遷を示すための便宜上の呼称であり、メーカー公式の区分ではない。

### バンディット250 (セパレートハンドル仕様)
- GSF250型

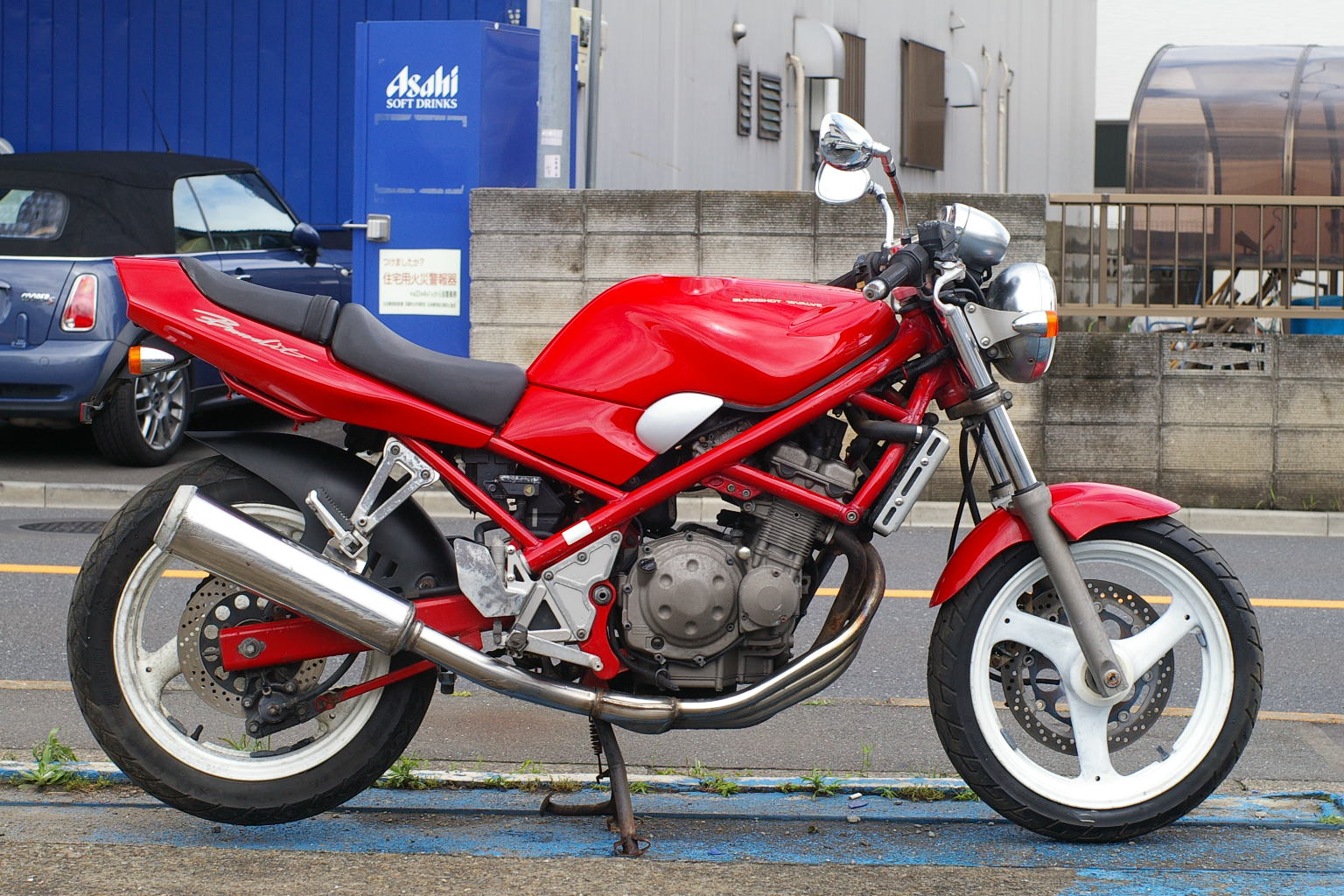
SUZUKI Bandit250 (GJ74A)

  - 1989年12月発売。GJ74A前期、45ps仕様。
  - 車体カラーは全5種。下記※印はホイールが白色、無印はホイールが銀色。
    - █ ブラック (019)
    - █ パールコスメーティホワイト (15H)
    - █ マーブルアドリアティックブルー (0FK)
    - █ マーブルピュアーレッド (07P) ※
    - █ レスターテイタリアーノグリーン (15C) ※

- GSF250P型
  - 1992年9月発売。GJ74A中期、40ps仕様。
  - 車体カラーは全3種。ホイールは銀色。
    - █ ブラック (019)
    - █ ルージュレッドNo.2 (1TY)
    - █ プライムグリーン (1UH)

- GSF250R型
  - 1993年10月発売。GJ74A後期、40ps仕様。
  - 車体カラーは全3種。ホイールは銀色。
    - █ パールノベルティブラック (33J)
    - █ キャンディアンタレスレッド (19A)
    - █ プライムグリーン (1UH)

### バンディット250 (バーハンドル仕様)
- GSF250N型
  - 1990年4月発売。GJ74A前期、45ps仕様。パイプハンドル仕様車（アップポジションのバーハンドル）。
  - 車体カラーは1種のみ。ホイールは銀色。
    - █ ブラック (019)

- GSF250NP型
  - 1992年10月発売。GJ74A中期、40ps仕様。コンチネンタルハンドル仕様車（ローポジションのバーハンドル）。
  - 車体カラーは全2種。ホイールは銀色。
    - █ ブラック (019)
    - █ ルージュレッドNo.2 (1TY)

- GSF250NR型
  - 1993年10月発売。GJ74A後期、40ps仕様。コンチネンタルハンドル仕様車（ローポジションのバーハンドル）。
  - 車体カラーは全3種。ホイールは銀色。
    - █ パールノベルティブラック (33J)
    - █ キャンディアンタレスレッド (19A)
    - █ スターリットブルーメタリック (34R)

### バンディット250リミテッド
- GSF250ZM型
  - 1991年5月発売。GJ74A前期、45ps仕様。ハーフタイプのロケットカウルを装備。ハンドルはセパレートタイプ。
  - 車体カラーは全2種。ベースカラーとトリムカラーのツートーン。フレーム色とホイール色はそれぞれ異なる。
    - ██ スペースブラック (13Z) × レガートゴールドNo.2（トリム色）：フレームは黒色。ホイールは金色。
    - ██ キャンディジプシーレッドNo.3 (00J) × トラディショナルシルバーメタリック（トリム色）：フレームは銀色。ホイールは黒色。

- GSF250ZP型
  - 1993年5月発売。GJ74A中期、40ps仕様。ハーフタイプのロケットカウルを装備。ハンドルはセパレートタイプ。
  - 車体カラーは1種のみ。ボディはフレームも含め、単色。ホイールは銀色。
    - █ ルージュレッドNo.2 (1TY)

## GJ77A系モデル一覧
※以下の一覧における型式の「前期」「中期」「後期」は、マイナーチェンジによる仕様の変遷を示すための便宜上の呼称であり、メーカー公式の区分ではない。

### バンディット250
- バンディット250（GSF250S型）
  - 1995年1月発売。GJ77A前期、40ps仕様。ハンドルはコンチネンタルタイプで、250Vと共通仕様。
  - 車体カラーは全2種。
    - █ キャンディーアカデミーマルーン (22U)
    - █ ディープパープルメタリック (IHU)

- バンディット250（GSF250S型）
  - 1996年5月発売。GJ77A中期、40ps仕様。ハンドルはコンチネンタルタイプで、250Vと共通仕様。
  - 車体カラーは全4種。下記※印は、フレームが「チャコールグレーメタリックNo.2」 (20G) の別色塗装。他は、フレームがボディと同色の単一塗装。
    - █ フロリーナイエロー (163) ※
    - █ マーブルイタリアンレッド (28V) ※
    - █ パールノベルティブラック (33J)
    - █ キャンディアンタレスレッド (19A)

- バンディット250（GSF250-V型）
  - 1997年2月28日発売。GJ77A後期、40ps仕様。ハンドルはコンチネンタルタイプで、250Vと共通仕様。
  - 車体カラーは全4種。
    - █ パールノベルティブラック (33J)
    - █ フラッシュシルバーメタリック (2YD)
    - █ キャンディアンタレスレッド (19A)
    - █ キャンディダスクブルー(Y0N)

### バンディット250V
- バンディット250V（GSF250VS型）
  - 1995年1月発売。GJ77A前期、40ps仕様。VCエンジン搭載。ハンドルはコンチネンタルタイプで、250と共通仕様。
  - 車体カラーは全3種。下記※印は、フレームが「チャコールグレーメタリックNo.2」 (20G) の別色塗装。他は、フレームがボディと同色の単一塗装。
    - █ フロリーナイエロー (163) ※
    - █ マーブルイタリアンレッド(28V)
    - █ パールノベルティブラック (33J)

- バンディット250V（GSF250VS型）
  - 1996年5月発売。GJ77A中期、40ps仕様。VCエンジン搭載。ハンドルはコンチネンタルタイプで、250と共通仕様。
  - 車体カラーは全4種。下記※印は、フレームが「チャコールグレーメタリックNo.2」 (20G) の別色塗装。他は、フレームがボディと同色の単一塗装。
    - █ フロリーナイエロー (163) ※
    - █ マーブルイタリアンレッド (28V) ※
    - █ パールノベルティブラック (33J)
    - █ キャンディアンタレスレッド (19A)

- バンディット250V（GSF250V-V型）
  - 1997年2月28日発売。GJ77A後期、40ps仕様。VCエンジン搭載。ハンドルはコンチネンタルタイプで、250と共通仕様。
  - 車体カラーは全4種。
    - █ パールノベルティブラック (33J)
    - █ フラッシュシルバーメタリック (2YD)
    - █ キャンディアンタレスレッド (19A)
    - █ キャンディダスクブルー(Y0N)

### バンディット250VZ
- バンディット250VZ（GSF250VZ-V型）
  - 1997年2月28日発売。GJ77A後期、40ps仕様。VCエンジン搭載。ビキニカウル（メーターバイザー）を装備。ハンドルはセパレートタイプ。
  - 車体カラーは全4種。下記※印はフレーム部分を除き、黒地に橙のツートーン。
    - █ パールノベルティブラック (33J)
    - █ フラッシュシルバーメタリック (2YD)
    - █ マーブルイタリアンレッド (28V)
    - ██ マーブルアステカオレンジ (Z94) × パールノベルティブラック (33J) ※